# MS Costa Marina
O MS Costa Marina foi um navio de cruzeiro, de propriedade da Polaris Shipping e operado pela Harmony Cruises. Ele foi construído em 1969 pelo Estaleiro Wärtsilä Turku em Turku, Finlândia, como navio porta-contêineres Axel Johnson para a Rederi AB Nordstjernan, com sede na Suécia, e operou em seus serviços da Johnson Line. Em 1986, ele foi vendido para a Regency Cruises com a intenção de ser convertido em um navio de cruzeiro sob o nome de Regent Sun, mas foi paralisado. Em 1987, ele foi vendido e renomeado Itália, mas continuou paralisado. Em 1988 o navio foi adquirido pela Costa Crociere, renomeado como Costa Marina e reconstruído em navio de cruzeiro no estaleiro T. Mariotti em Gênova, Itália. Ele entrou em serviço como Costa Marina em 1990. A partir de 2002 ele foi voltado para passageiros alemães.
No dia 3 de agosto de 2011 foi anunciado pela controladora Carnival que seriam construídos novos navios para a Costa em substituição aos seus navios mais antigos, começando pelo Costa Marina. Assim, o Costa Marina deixou a frota em novembro de 2011 e foi inicialmente substituído pelo Grand Voyager da Iberocruceros para seus cruzeiros no Mar Vermelho. O Costa Marina foi fretado para a Harmony Cruise da Coreia do Sul e renomeado como Harmony Princess com registro nas Ilhas Marshall, para cruzeiros entre a Coreia e o Japão. Em 2012, seus proprietários o renomearam como Club Harmony, mas ele foi descomissionado em janeiro de 2013. 
Em setembro de 2014, o navio foi vendido para sucata, chegando em Alang no mês seguinte sob o nome Harmony 1.